# کانی کوچک
کانی کوچک روستایی است .ز در حاشیه شهر سنندج و در کنار روستاهای خیاره، دوشان، تجره و میرآباد قرار دارد. کانی کوچک اصلی در سال‌های انقلاب ویران شده و ابادی جدید که صاحب زمین  آن مجید صلاحیان است  در دامنه کوه‌ها ساخته شده،این روستا در ۳کیلومتری شهر سنندج واقع و جمعیت آن حدود ۱۰۰ نفر و ۲۷ خانه مسکونی می‌باشد. و تنها ۲ کیلومتر از جاده آن آسفالت نشده‌است 